# HAC'63
HAC'63 is de atletiekclub van Hoogeveen, opgericht in 1963. De club biedt alle atletiekdisciplines aan, van meerkamp tot de marathon. Naast clubkampioenschappen en competities organiseert HAC'63 ook andere grote wedstrijden. De Hoogeveense Cascaderun in 2007 vond plaats onder auspiciën van HAC'63. Het evenement zelf werd georganiseerd door de Stichting Hoogeveense Cascaderun.
De club biedt trainingen voor onder meer pupillen, en junioren, maar ook zijn er loopgroepen en is er speciale A-Atletiek (Aangepaste atletiek) aanwezig.
Sinds 2010 is HAC'63 ook de organisator van de Hoogeveense avondvierdaagse.

## Geschiedenis
Toen de club in 1963 werd opgericht, sloot deze zich niet direct aan bij de Koninklijke Nederlandse Atletiek Unie (KNAU). Dat gebeurde twee jaar later, in 1965. De eerste twee jaar was HAC'63 aangesloten bij de in 1958 opgerichte Nederlandse Christelijke Atletiek Bond (NCAB). Leden van de NCAB konden niet deelnemen aan wedstrijden van de KNAU. Dit betekende vaak dat de leden van de NCAB het hele land moesten doorreizen om mee te kunnen doen aan wedstrijden, terwijl ze niet konden deelnemen aan wedstrijden die dichter bij huis werden georganiseerd. HAC'63 was een van de eerste atletiekverenigingen die daarom lid werd van beide bonden. Zodoende konden de leden van de vereniging aan zowel de wedstrijden van de NCAB als van de KNAU mee doen.
In 1978 besloot HAC'63 om financiële, organisatorische en administratieve reden het lidmaatschap van de NCAB op te zeggen. Sindsdien is HAC'63 lid van de KNAU, die sinds 2007 bekend staat als de Atletiekunie. Doordat in 2010 HAC'63 de organisator is geworden van de avondvierdaagse in Hoogeveen, is het sindsdien ook lid van de Koninklijke Wandel Bond Nederland